# Prelo (običaj)
Prelo je jedan od oblika ženskih moba (pretežno noćnih) i običaj međusobnog pomaganja u selu koja su u prošlosti bila dosta primjenjivana u srpskom narodu. Ona su istovremeno bila oblik seoske društvenosti; posebna vrsta večernjih sastanaka seoskih žena i devojaka koji su imali svrhu uzajamne pomoći u radu, jer su se na njima obavljali određeni seoski poslovi (predenje, tkanje, čišćenje perja, krunjenje kukuruza, češljanje vune, nizanje listova duvana). Kako su prela imala i društveno-zabavnu funkciju, bila su omiljana svuda, na selu i varoši. Na prelu se radilo, pevalo, veselilo, igralo a stariji ljudi prepričavali su svoje doživljaje, i događaje iz istorije srpskog naroda.

## Sinonimi i značenje
Prelo — silo ili sijelo (dalmatinsko zaleđe, Bosna, mestimično Slavonija) —  divan (bunjevački kraj u Bačkoj, senjsko Podgorje, središnja Hrvatska, Bosna i Hercegovina).

### Razlika između prela i sijela
Sličan pojam prelu je sijelo, ali za razliku od prela u mnogim krajevima u kojima živi srpski narod na sijelu se ništa ne prede niti u zanatskom ili materijalnom smislu izrađuje, već se prema nekim etnolozima predu sudbine pojedinaca, okolnih sela, naroda, pa čak i država, u zavisnosti od toga o kakvom sijelu se radi.

### Drugo značenje prela
U nekim krajevima prelom se zove i kad ženski svet u januaru i februaru odlazi na duže vreme u goste: takvo gošćenje je obično trajalo deset do petnaest dana.
Kod Bunjevaca npr. postoji pojam redovno (disnotorsko) prelo, koje se u svakoj bunjevačkoj kući održavalo prve nedelje posle disnotora. Glava kuće, baćo, za ovo prelo je pozivao sve članove porodice, kako mlađe tako i starije rođake. To je bila obično svečana užina, a svi pozvani na disnotorsko prelo su dobijali određene darove.

## Značaj
Sam pojam prelo u narodnoj tradiciji predstavlja neko mesto gde su se zajednički izrađivali odevni predmeti od vune i drugih tkanina. Kako su ovi radovi obavljani uz pripovedanje istorije, pesmu igru i šale, može se reći da je prelo u srpskom narodu imalo dvojaku funkciju: 
- da se nešto uradi drugome, a ne samo radi druženja pesme i veselja,
- da okuplja žene i muškarce radi zabava i da se nešto uradi za sebe.

Kako su ženska deca u srpskim krajevima počinjale plesti i presti tkanine za odevne predmete, u osmoj godini, a tkati u šesnaestoj, prela su još od ranog detinjstva za njih imala veliki značaj u kulturnom, verskom obrazovanju i vaspitavanju mladih.
Značaj prela se ogleda i u tome što se ona okupljala stanovnike sela po teritorijalnom principu, što je isključivalo prisutnost ljudi koji nisu pripadali seoskoj zajednici. Unutar jednoga sela moglo je biti više prela, što je ponekad dovodilo i do sukoba između njihovih učesnika, naročito u uslovima kada je prelo bilo starosno specifično i okupljalo mlađe ljude, neoženjene mladiće i neudate djevojke.
U drugoj polovini 19. veka Hrvati i Srbi na severu Bačke imali su potrebu zaštititi se od tadašnje mađarizacije i morali su se ujediniti. Imali su želju organizovanja društva koje bi imalo predznak nacionalnog, no tadašnje vlasti to nisu dozvoljavale. U takvim uslovima shvatili su da moraju napraviti nešto što bi okupilo i privuklo tadašnje ljude. Ago Mamužić sa svojim saradnicima osnovao je  Pučku kasinu, koja je prva napravila manifestaciju, susret Bunjevaca, i tada je organizirano prvo Veliko prelo. Prela na severu Bačke su organizovana zimi, jer tada ljudi nemaju toliko posla u polju, a organizovana su kao i sada za vreme poklada.
Prela su ponekad bila i odraz unutrašnje podele u selu (po užim teritorijalnim grupacijama i katkad po starosti), a bila su odraz jedne seoske zajednice prema susednim zajednicama ili selima.

## Opšte informacije

### Period sazivanja prela
I dok su mobe sazivane  u različito doba godine i dana u zavisnosti od posla koji treba obaviti, prela se više sazivaju u jesen i zimu, u predvečerje, kada su dani kraći a noći duže i kada ima manje posla na polju. 
U nekim krajevima prelo kao običaj, održavao se jednom ili dvaput godišnje, u kući u kojoj je bilo devojaka koje su pozivale svoje drugarice i prijateljice da uz razgovor i pesmu pomogne mami jel nani, presti vuna ili tkati platno od kudelje ili lana.

### Ko je saziva prelo?
Prela su sazivale domaćice ili njihove kćeri, kako bi se obavili ženski radovi i družilo. Većinom su prela sazivana u imućnijim kućama, jer su te kuće imale više prostora i materijalnih uslova za gozbu. U takvim kućama je moglo doći više momaka i djevojaka pa je moglo biti veselije.
Na prelo su pozivane cure udavače, inokosne žene i mlade snaše. Uz devojke i snaše obavezno je pozivan, ko njihov, da na prelu paze na njihovo ponašanje.

### Radnje koje su se obavljali na prelu
Kada se dođe na prelo prvo se malo posedi, počasti (sokom, pečenim uštipcima, lešnikom, orasima, krušakom i po kojom jabukom) pa se onda prelazi na posao. 
Domaćica odlučuje šta će se raditi. Na prelu su se najčešće obavljale sledeće radnje:
- češljanje vune,
- grebenanje vune,
- predenje vune,
- pletenje predmeta od vune,
- vezenje,
- čišćenje perja,
- krunjenje kukuruza,
- nizanje listova duvana,
- pletenje priglavaka i čarapa (posebno ukoliko se neka od devojaka spremala za udaju).

Postojala je i neka vrsta podele rada, pa su tako neke devojke plele, druge prele treće vezle...

### Pripreme za odlazak na prelo
Pre odlaska na prelo devojke su se posebno uređivale. Momci su takođe posebno oblačili za prelo, ali za razliku od devojaka oni su na prelo dolazili nešto kasnije u grupama. Većim delom bili su to momci iz drugih zaselaka i sela. 

### Druženje na prelu
Na prelu su momci sedeli pored devojaka koje su vredno radile. Pored koje devojke će sesti birali su muškarci koji su im se udvarali. Oni su zadirkujući ih, od devojaka uzimali klupka i vretena, gađali ih smotuljcima vune i slično. Djevojci, kojoj se neki momak sviđao bilo je drago da je on zadirkuje, dok je od ostalih bežala na drugi kraj sobe. 
U toku rada momci i devojke su se natpevavali, ili pričali već poznate priče, šalili se i zabavljali na razne načine. Među pesmama bile su, kao recimo ove: 
- Pošla cura na prelo izgubila vreteno...
- Krajišnici đe ćemo na prelo....,
- Dođi dragi večeras na prelo, nemoj slušat što govori selo.[1]

U nekim srpskim krajevima na prelu je najčešće bio i jedan guslar, koji bi opevavao značajne junake iz srpske istorije: Miloša Obilića, Marka Kraljevića, kneza Lazara i druge srpske junake. Ili bi neka od devojaka čitala pesmaricu, ili su se pogađale zagonetke 
Na prelu se igralo i “zboračko kolo” ili “devojačko kolo” i druga kola u zavisnosti od kraja i običaja u kome je prelo održavano. 
Često su se igrale i razne igre kao što su prstena, ciganke varadana i slično. 

#### Vremensko trajanje prela
Devojke su u dogovoru odlučivale, a najčešće na predlog  devojke domaćice  u koliko sati će se doći na prelo. Prela su počinjala zimi u dvadeset jedan čas, a završavala oko dvadeset četiri sata po ponoći, zato što roditelji nisu dali da se ostane duže.

#### Ispraćaj učesnika
Kada bi se prelo privelo kraju, domaćica je po polasku svaku devojku darivala jabukom poželevši joj puno zdravlja i sreće. Dok su momci pratili devojke kućama i sa njima dogovarali sledeći susret, na nekom od prela.

## Vrste prela kroz istoriju

### Ženska prela
Prvo, najstarije i najizvornije prelo organizovale su žene. Ono je  imalo istovremeno radni i društveni karakter. Na ovom prelu sastajale su se komšinice, rođake, kod jedne od domaćica koja je bila organizator druženja. Na prelo je svaka od njih sa sobom donosila nešto čime će se zanimati tokom druženja. Neke su donosile  preslicu, platno za vez, druge štrikeraj, dok bi domaćica tkala na razboju. Radeći one su razminjivale mnoge sadržaje; nekada radosne a nekada žalosne, a pomalo se i ogovaralo, ne zlonamerno. Pošto je prelo imalo radni sadržaj, tokom ovog druženje mlađe žene i devojke ili snaje, učile su veštinu vezenja, tkanja i štrikanja naročito muških čarapa, i drugih odevnih predmeta.

### Rođačka ili kućna prela
Poseban značaj imala su rođačka ili kućna prela, na kojima su se skupljali bliži i dalji rođaci, u zavisnosti od materijalnih i drugih mogućnosti domaćina. Ova prela su se držala obično prve nedelje posle svinjokolja.
Na ova prela pretežno su dolazili mlađi članovi, i/ili novi mladi – bračni parovi, koji su venčani u godini održavanja prela. Ako su roditelji bili živi, prela su održavala u roditeljskom domu, a u slučaju da nisu, velika porodična prela održavana su u kući najstarije sestre ili brata. 
Pošto je na ova prela dolazio veliki broj ljudi, domaćica ili domaćin su obavezno organizovali iznošenje kreveta iz soba, a zajedno sa njima i deo nameštaja, kako bi se napravilo mesta za sedenje. Stolovi su se postavljali uvek u obliku ćiriličnog slova  „П”. Za stolom su na jednom delu sedeli muškarci, a na drugom udate žene, devojke i nove mlade. 
Običaj je bio da domaćica za stolom daruje mlade skromnim darom i posluženjem: pečenim kobasicama, krvavicama, pečenom šunkom, pite i druge đakonije od testa. Posle svih tih đakonija na red bi došla obavezna kisela čorba, da okrepi goste.
Rođačka ili kućna prela, bili su veliki i značajan događaj za porodicu organizatora prela. Gosti su stizali obično u ranim poslepodnevnim satima, a na prelo se dolazilo saonicama ili kolima sa konjima. Domaćinova obaveza je bila da obezbedi mesta za konje u staji. 
Zabava na prelima obično je bila uz svirače, pa se na prelima igralo kolo.
Na trpezi je bilo pečene kobasice, krvavice, pečene šunke a u peći je naravno, bilo i testa. Posle svih tih đakonija na red bi došla i obavezna kisela čorba, ali onako pred zoru, tek toliko da potkrepi goste.

### Prela za mladež
Prela za mladež organizovali su mladi, uz obavezno pribavljanje odobrenja od roditelja. Takva prela su se organizovala načelno u kućama devojaka, koje su ova prela organizovale u kući kod majke koja ih je podučavala u kuvanju i ručnom radu. Za održavanje takvih prela tajno su obaveštavani momci, i kako to obično biva, oni su obavezno svraćali na ta prela posle večere kod devojaka. Dolazeći na prelo momci bi sa sobom donosili instrumente, tako da su se prela za mladež najčešće završavala uz pesmu i igru. Kako su u istorijskom razdoblju kada su održavana ova prela zime bile sa puno snega, na ova prela se išlo saonicama.

### Javna prela
Iako nema dovoljno materijalnih dokaza kako su se javna prela prela održavala do Prvog svetskog rata, ali ima podataka da je u to vreme npr. u Somboru, Subotici, Baji i okolnim selima bio određen datum održavanja prela kao javnih skupova, koja su iz političkih razloga često zabranjivale mađarske vlasti.
Nakon završetka Prvog svetskog rata, u novonastaloj Kraljevini Srba Hrvata i Slovenaca, sa obnovom duhovnosti i ostalih oblika tradicionalnog života, započelo se sa organizovanjem Godišnjih prela, čiji je datum organizovan u skladu sa nekim verskim praznikom. 
Ova prela održavana su u većim seoskim salama, zakupljenim hotelima i drugim objektima, u kojima se i danas tradicionalno održavaju  prela.
Devojke i žene su na ova prela dolazile u najlepšim haljinama koje su imale ,sa svilenim maramama, kako bi se što raskošnije prikazale. U zavisnosti iz koje i kakve su kuće dolazile, mlade devojke su nosile haljine od lionske svile ili beli šling. Bogate su nosile lionske svile, dok su siromašnije oblačile beli vez, ali ponekad je tu dolazila do izražaja vrednoća devojke, njena upornost i maštovitost, a ne bogatstvo.
U Vojvodini je bio običaj da nove mlade  na prvo prelo posle udaje, dođu u svojoj venčanici, da bi je nakon prela svukla zauvek i ostavila u ormaru.
Trpeza na prelu nije bila tako bogata jer je na prelo svako dolazio sit, pa su se uglavnom služile  „grickalice“, kokice i kuvani kukuruz. Učesnicima prela nije bilo do hrane, jer su na prelima vršili sopstvenu promociju uz dostojanstveno držanje, bogatu odeću, umereni razgovor, lepu muziku i igru (najčešće kola). 
Na ovim prelima sklapana su prijateljstva i poznanstva, kako sa stanovnicima mesta ili sela, tako i sa gostima iz drugih sela i gradova.
Običaj koji se zadržao do danas na ovim javnim prelima bio je izbor najlepše prelje, koja nije smela da bude mlađa od 16 godina,  niti udata. Pre izbora mlade bilo je predstavljanje mladih devojaka zajednici. Sve se odigravalo pred budnim okom porodice, jer su na prela obavezno odlazile majke i bake i pratile šta se dešava.
Posle Drugog svetskog rata nisu se održavala javna prela, koja, realno, nisu bila zabranjivana, ali se nisu ni održavala.  Međutim u drugoj polovini  20. veka ona su se opet e vratila u srpske domove, sve do ponovnog pokretanja održavanja javnih prela u mnogin gradovima i selima, kao oblik očuvanja  kulturne baštine i turistička ponude nekogm kraja. Pa je tako npr. Nacionalni savet bunjevačke nacionalne manjine,  doneo odluku da jedan od četiri nacionalna praznika bude i Dan velikog prela, koji je jedan od najlepših i najveselijih praznika, na severu Bačke.

## Spoljašnje veze
- Prelo - на www.malovan.net
- Običaj koji živi (језик: хрватски)